# Partido Socialdemócrata Afgano
El Partido Socialdemocrático Afgano (en pastún: د افغانستان ټولنپال ولسواک ګوند افغان ملت), también conocido como Afghan Mellat (en pastún: افغان ملت, en español: Nación Afgana), es un partido político de Afganistán fundado en marzo de 1966 por Ghulam Mohammad Farhad (intelectual germanófilo). Es un partido nacionalista que se declara de ámbito socialdemócrata. Defiende los intereses del grupo étnico pastún, que es su único apoyo. Postula la pastunización de Afganistán y la creación del Gran Afganistán, así reclama el Pakistán de habla pastún; sus críticos los han denominado etnofascistas.